# Association Sportive des Forces Armées Nigériennes
El AS FAN of Niamey (en francés: Association Sportive des Forces Armées Nigériennes) es un equipo de fútbol de Níger que juega en la Primera División de Níger, la liga de fútbol más importante del país.

## Historia
Fue fundado en la capital Niamey en el año 1966 como el equipo representante de las Fuerzas Armadas Nigerinas y ha sido campeón de liga en 4 ocasiones y 4 torneos de copa local. 
A nivel internacional ha ganado el Campeonato de Clubes del Oeste de África y en la Copa Confederación de la CAF del 2010 llegó a los cuartos de final.

## Palmarés
- Primera División de Níger: 6

1971, 1975, 2010, 2016, 2017, 2025
- Copa de Níger: 3

1995, 2009, 2010.
- Supercopa de Níger: 2

2009, 2016
- Campeonato de Clubes del Oeste de África: 1

1996.

## Participación en competiciones de la CAF
| Temporada | Torneo                            | Ronda          | Club               | Casa  | Visita | Global    |
| --------- | --------------------------------- | -------------- | ------------------ | ----- | ------ | --------- |
| 1972      | Copa Africana de Clubes Campeones | 1              | Hafia FC           | 1-1   | 1-4    | 2-5       |
| 1976      | Copa Africana de Clubes Campeones | 1              | Silures            | w.o.1 | w.o.1  | w.o.1     |
| 2009      | Copa Confederación de la CAF      | Preliminar     | USM Libreville     | 0-0   | 1-2    | 1-2       |
| 2010      | Copa Confederación de la CAF      | Preliminar     | Issia Wazi         | 2-0   | 1-2    | 3-2       |
| 2010      | Copa Confederación de la CAF      | 1              | ES Sahel           | 1-0   | 1-2    | 2-2 (a)   |
| 2010      | Copa Confederación de la CAF      | 2              | DC Motema Pembe    | 1-0   | 0-0    | 1-0       |
| 2010      | Copa Confederación de la CAF      | 3              | Al-Merrikh SC      | 2-1   | 2-2    | 4-3       |
| 2010      | Copa Confederación de la CAF      | Fase de grupos | Al-Hilal Omdurmán  | 0-0   | 2-4    | 4.º lugar |
| 2010      | Copa Confederación de la CAF      | Fase de grupos | Djoliba AC         | 0-0   | 0-1    | 4.º lugar |
| 2010      | Copa Confederación de la CAF      | Fase de grupos | Al Ittihad Tripoli | 1-3   | 0-4    | 4.º lugar |
| 2011      | Liga de Campeones de la CAF       | Preliminar     | JC Abidjan         | 0-0   | 0-3    | 0-3       |
| 2017      | Liga de Campeones de la CAF       | Preliminar     | AS Tanda           | 3-1   | 0-3    | 3-4       |
| 2018      | Liga de Campeones de la CAF       | Preliminar     | Horoya AC          | 1-3   | 0-0    | 1-3       |
| 2024/25   | Copa Confederación de la CAF      | 1              | ASKO Kara          | 0-2   | 2-2    | 2-4       |

1- ASFAN abandonó el torneo.